# Réserve naturelle nationale de Chérine
La réserve naturelle nationale de Chérine (RNN78) est une réserve naturelle nationale située en Brenne, dans le département de l'Indre (région Centre-Val de Loire).
Elle a été classée en 1985 et occupe une surface de 394 ha.

## Géographie

### Situation
La réserve naturelle est située dans l’Indre (centre-ouest du département), en région Centre-Val de Loire.
Elle se trouve intégrée dans une partie du parc naturel régional de la Brenne.
Divisée en deux pôles distants de moins d’une dizaine de kilomètres à vol d’oiseau, la réserve concerne deux communes, Saint-Michel-en-Brenne qui comprend la majeure partie du territoire et Lingé regroupant le reste,.

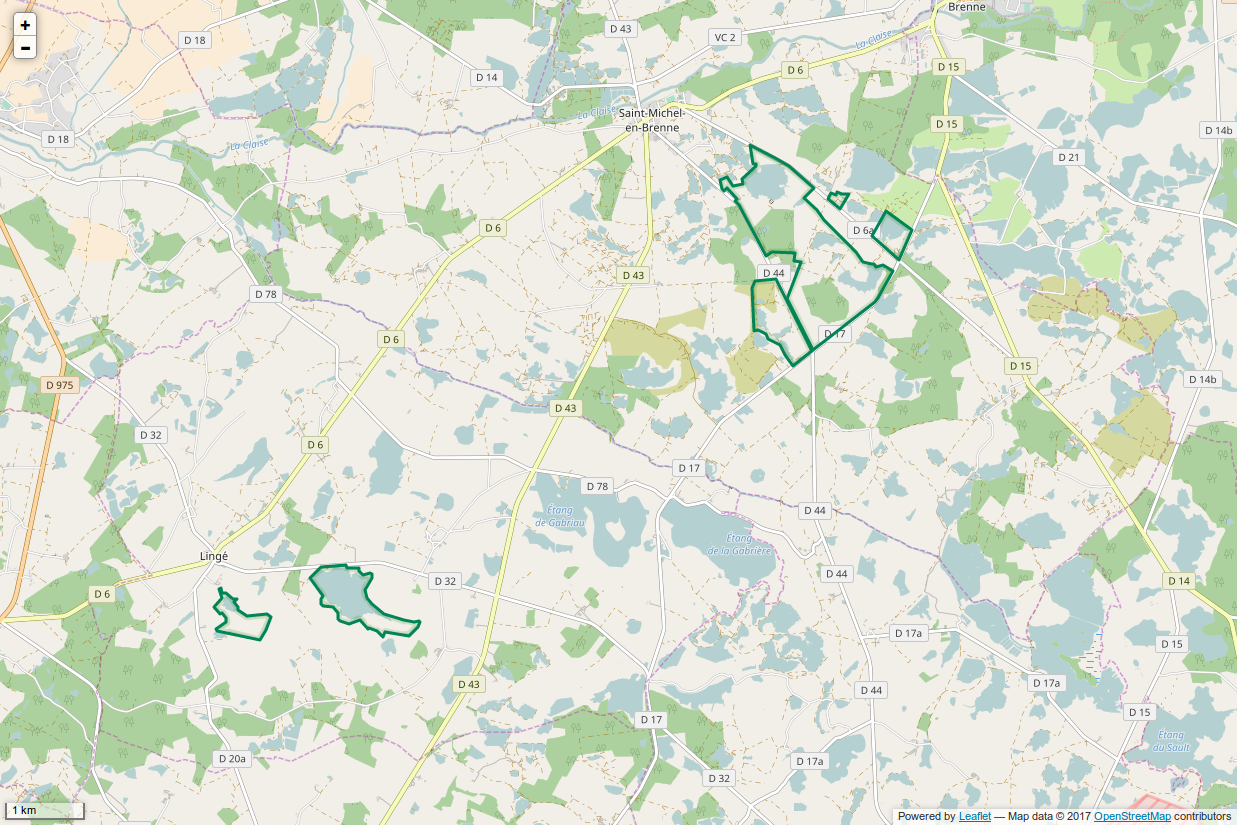
Le périmètre de la réserve naturelle.

Le logo de la réserve de Chérine.

## Milieu naturel
Les activités agricoles et piscicoles ont façonné depuis des siècles les paysages de Brenne, favorisant l’implantation d’une flore et d’une faune remarquables.
On y rencontre quatre grands types de milieux : étangs et roselières, prairies, boisements et landes.
Les étangs faisant partie de la réserve sont : l'étang de la Sous ; l'étang Cistude ; l'étang des Essarts, l'étang Ricot ; l'étang Purais et l'étang de la Touche. Ils sont variés dans leur superficie et leur contexte et certains sont ceints d’une grande roselière favorable aux hérons, d’autres hébergent de grandes stations de nymphéas. Tous sont des points d’accueil profitables aux oiseaux migrateurs ou hivernants.

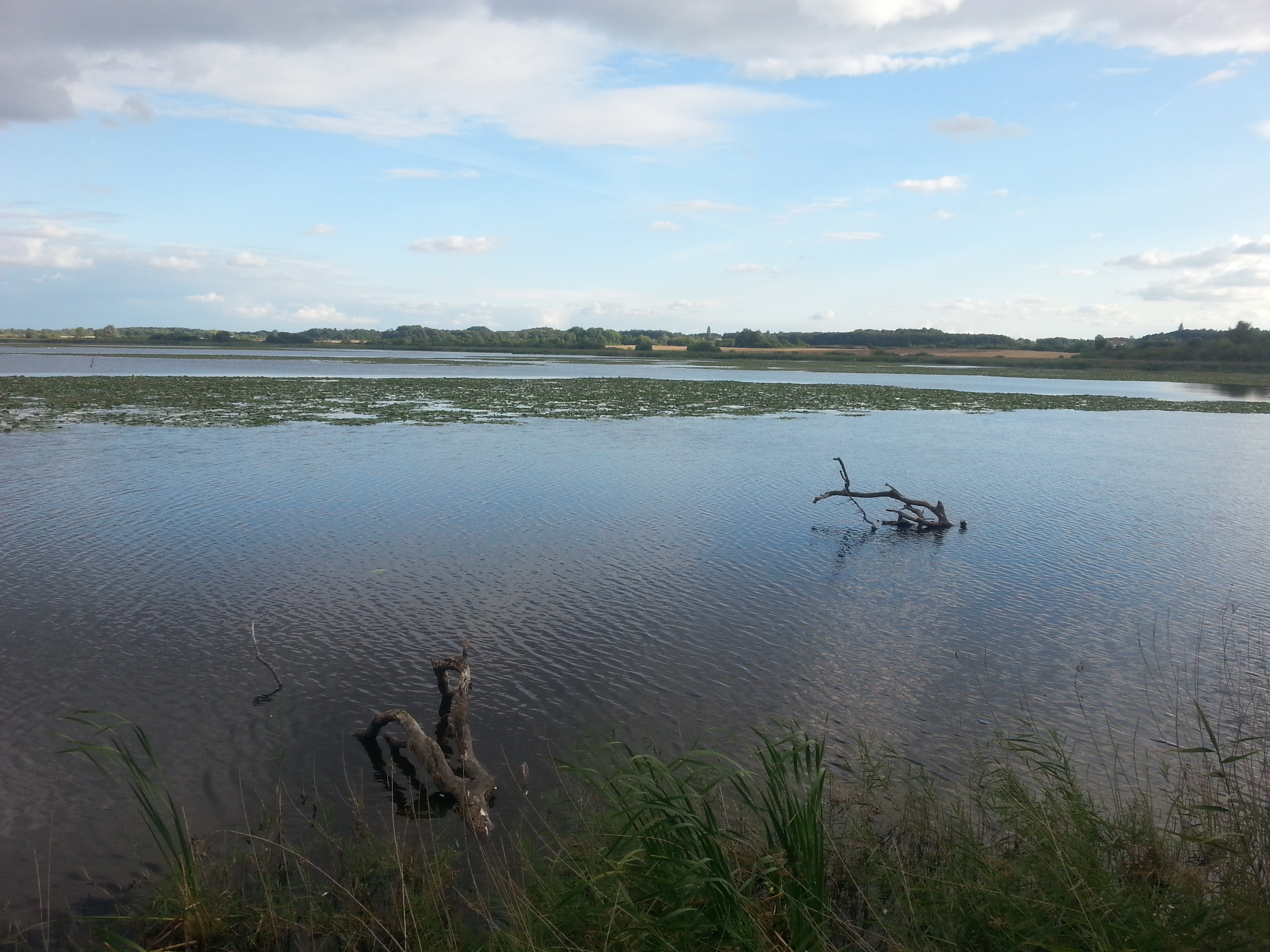
L'étang Cistude en 2016.
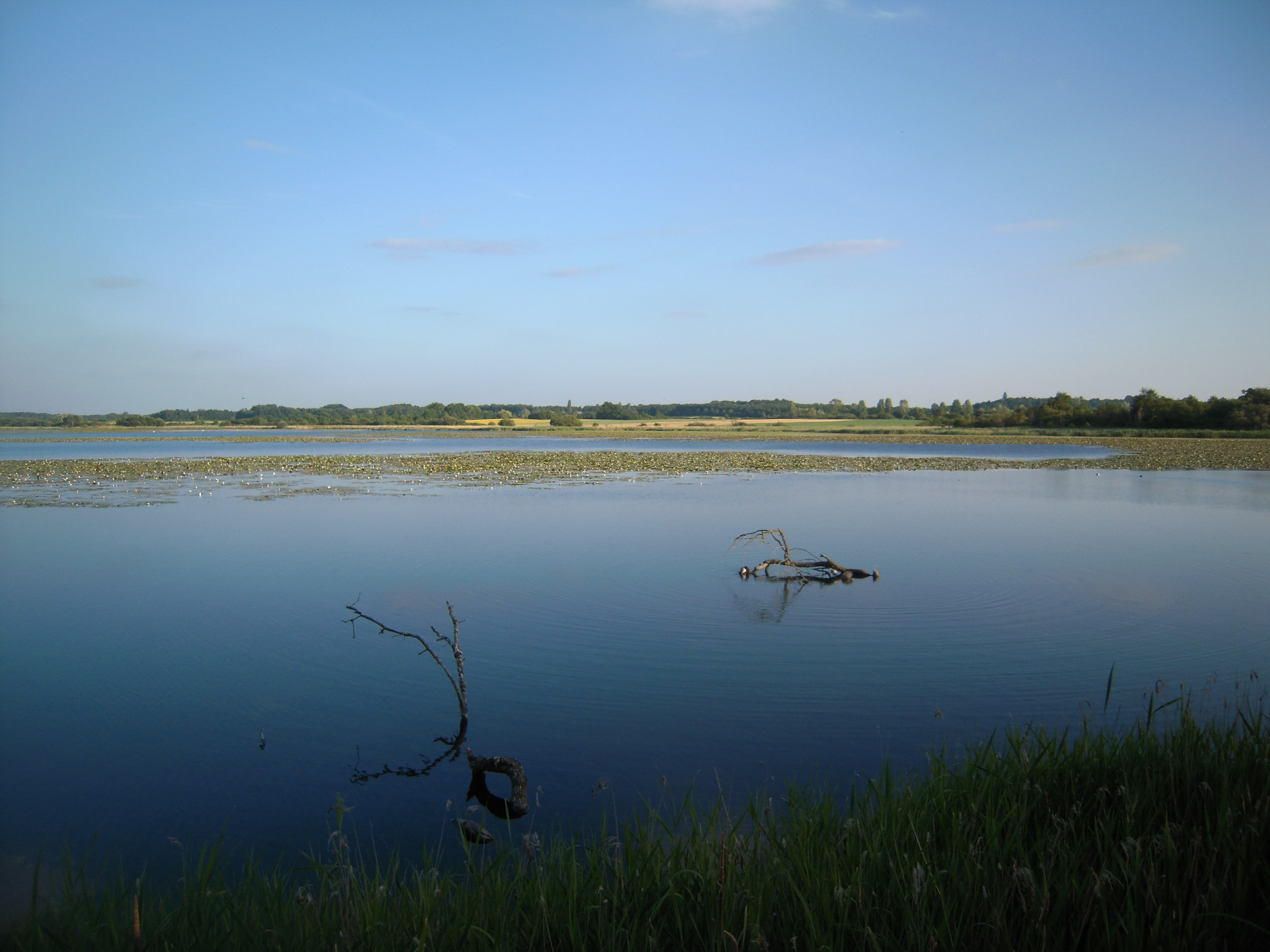
L'étang de la Sous en 2014.
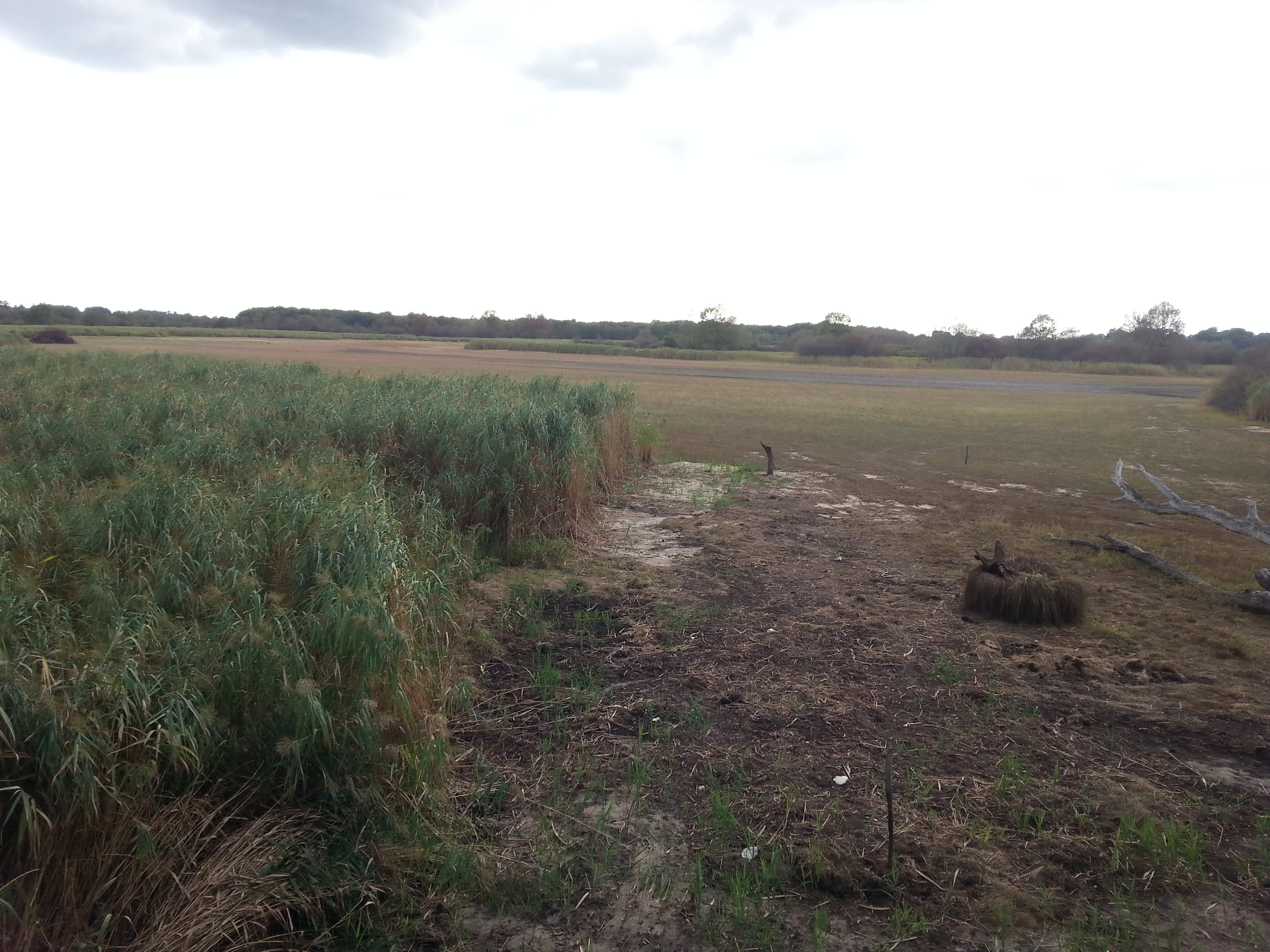
L'étang Purais en 2016.
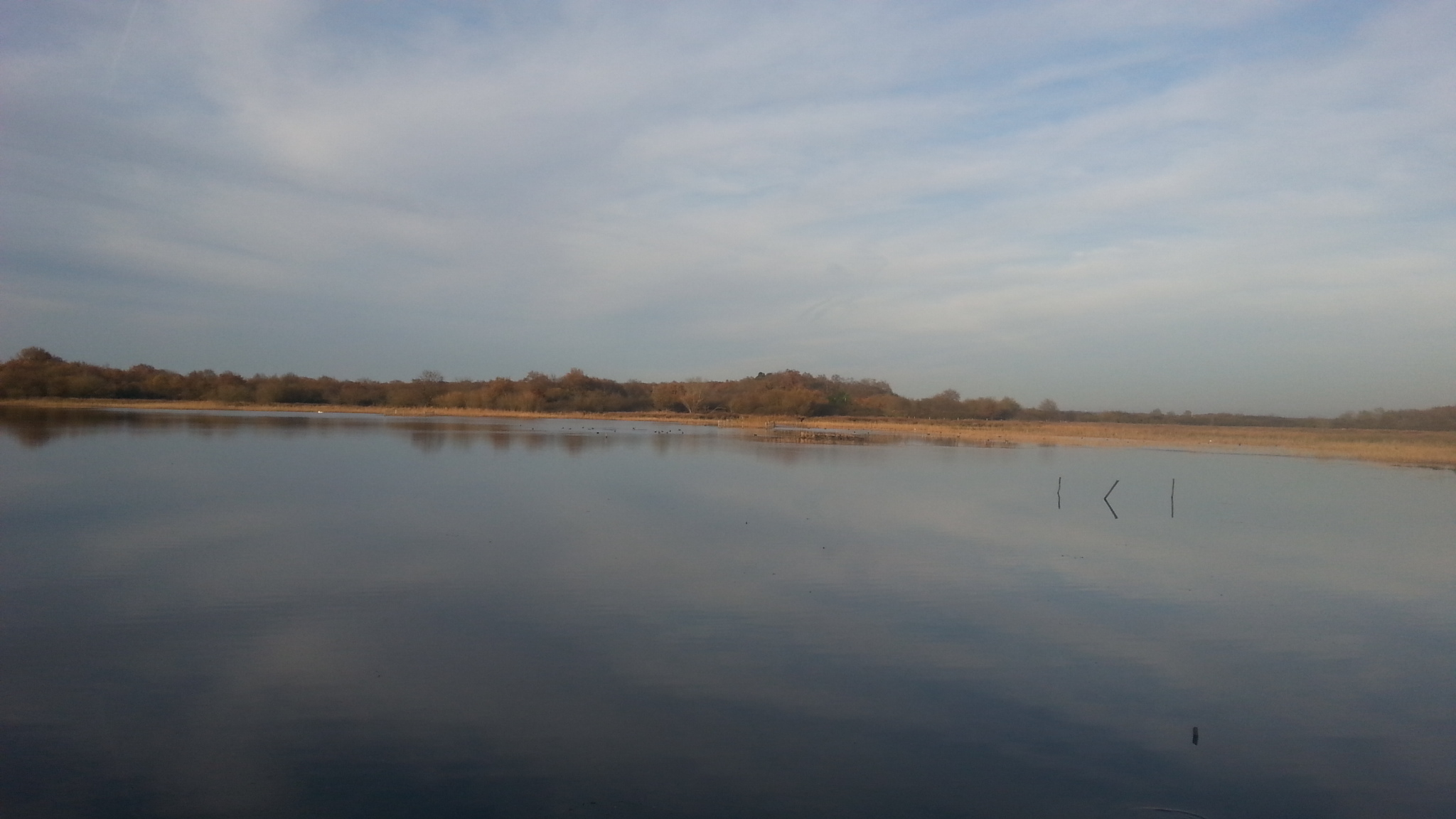
Terres de Renard en 2015.

Les prairies, sur lesquelles sont menées des activités pastorales, sont importantes pour la reproduction de la cistude d’Europe. Elles abritent aussi des stations botaniques remarquables. La présence de buissons épars favorise certains oiseaux.
Les bois sont les seuls habitats de la réserve sur lesquels aucune gestion n’est appliquée. La présence d’arbres morts ou mourants est vitale pour beaucoup d’insectes, particulièrement les coléoptères ainsi que pour certaines chauve-souris. Cependant certains secteurs de ces bois sont remarquables. Il s’agit d’anciennes marnières et d’une saulaie tourbeuse.
Les landes et fourrés sont des milieux riches dès l’instant où ils ne sont pas trop refermés. Ouverts par le pâturage, ils sont attractifs pour beaucoup d’oiseaux, d’insectes et sont fréquentés par les mammifères.

### Flore
On recense 588 espèces de plantes supérieures sur la réserve naturelle ce qui représente environ 46 % du nombre d'espèces recensées dans le parc naturel régional de la Brenne. Parmi ces espèces, 138 peuvent être considérées comme remarquables.

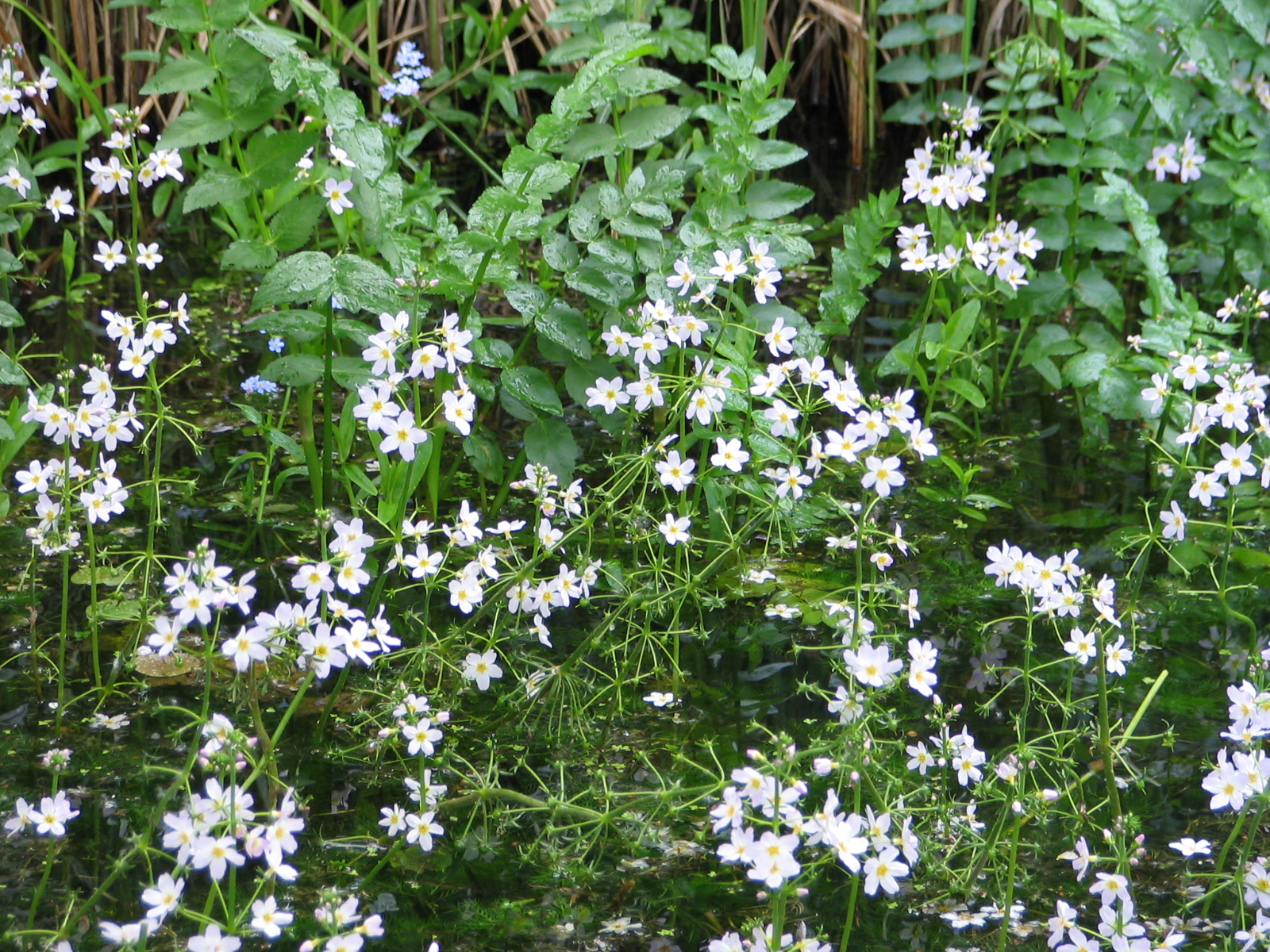
L'hottonie des marais en 2006.
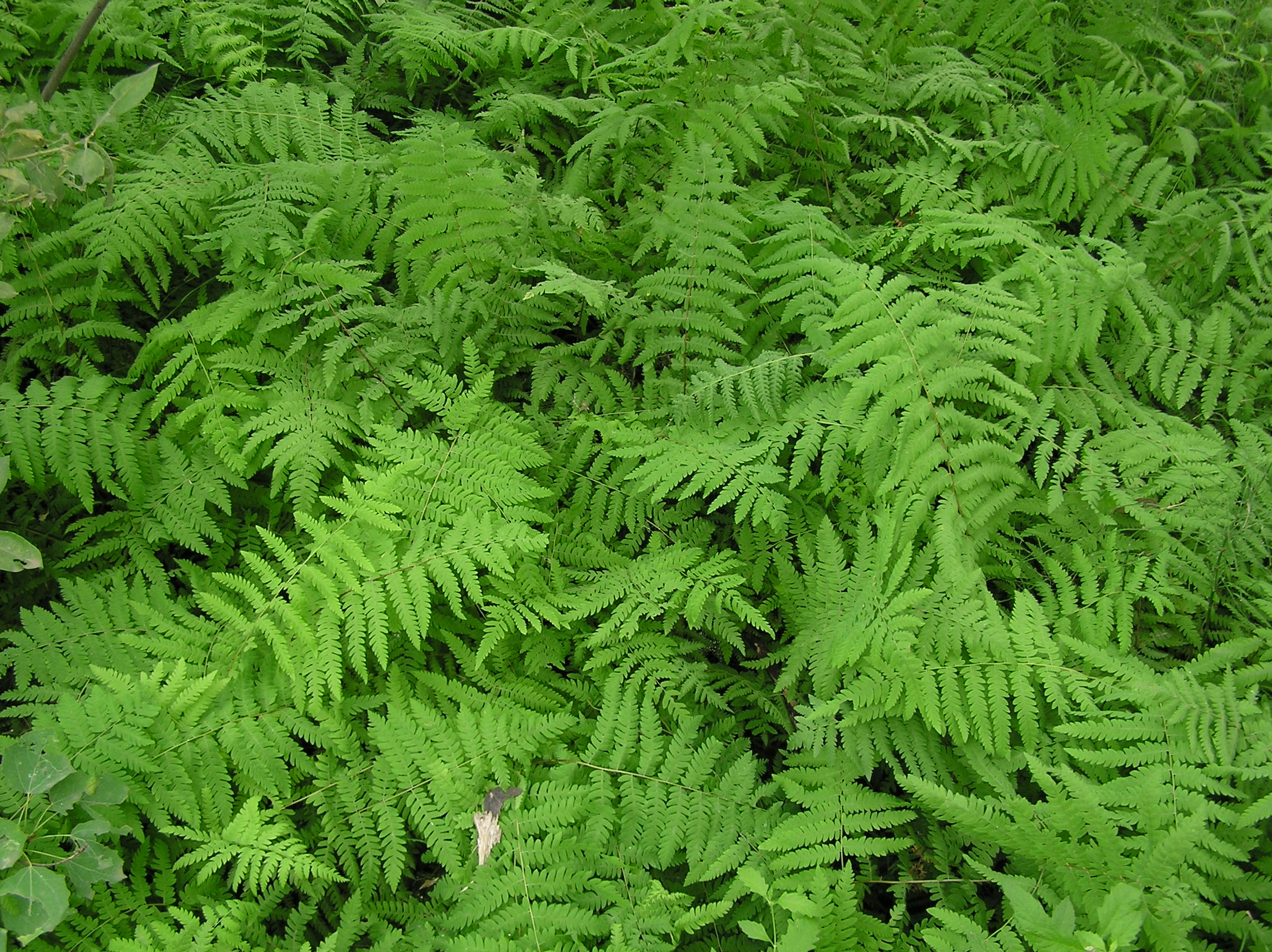
La fougère des marais en 2011.
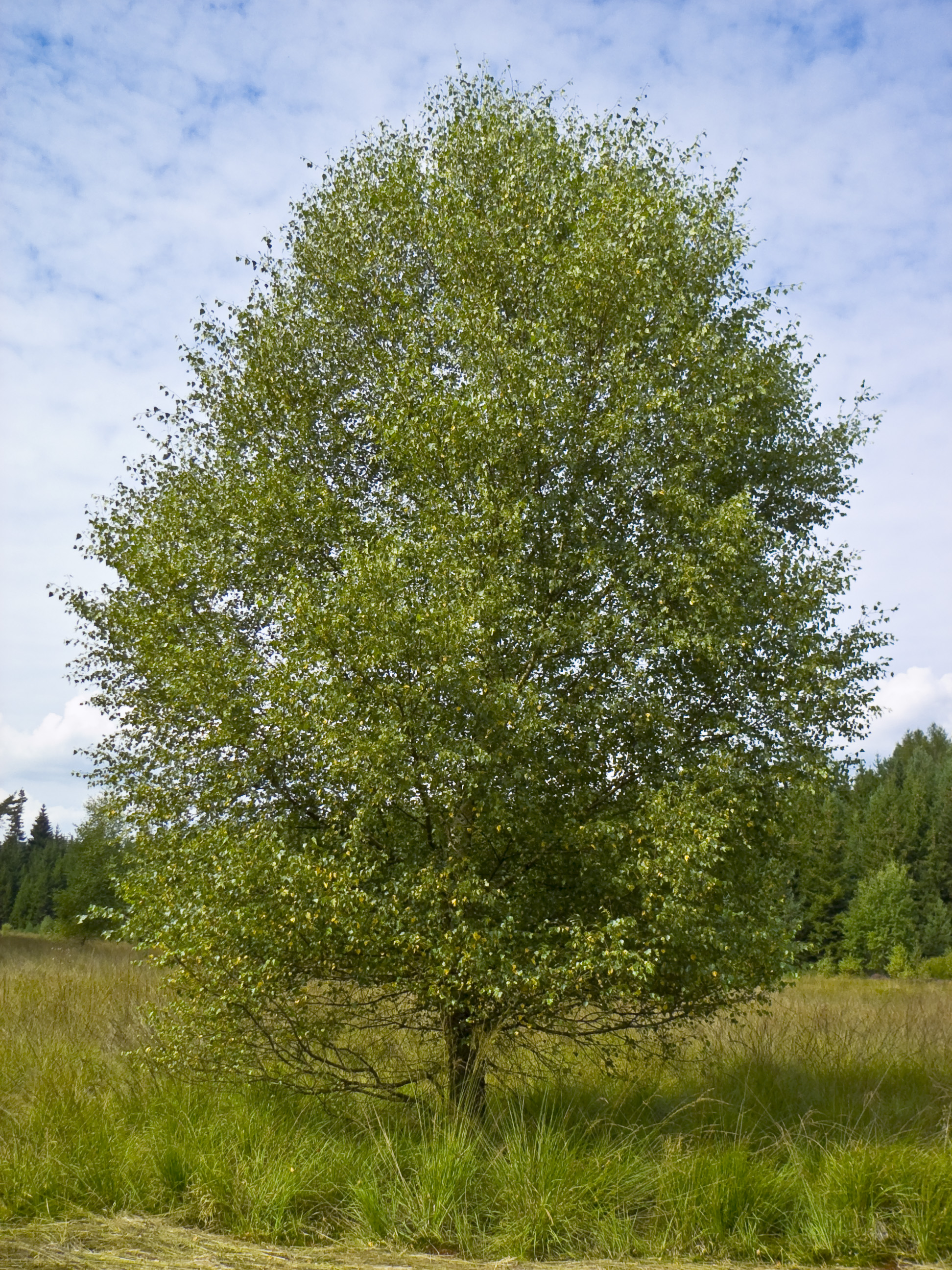
Le bouleau pubescent en 2007.

### Faune
Les étangs attirent le héron pourpré, le blongios nain, cistude d’Europe, la guifette moustac ou le grèbe à cou noir. Dans les prairies, on trouve le bruant zizi ou la pie-grièche écorcheur.

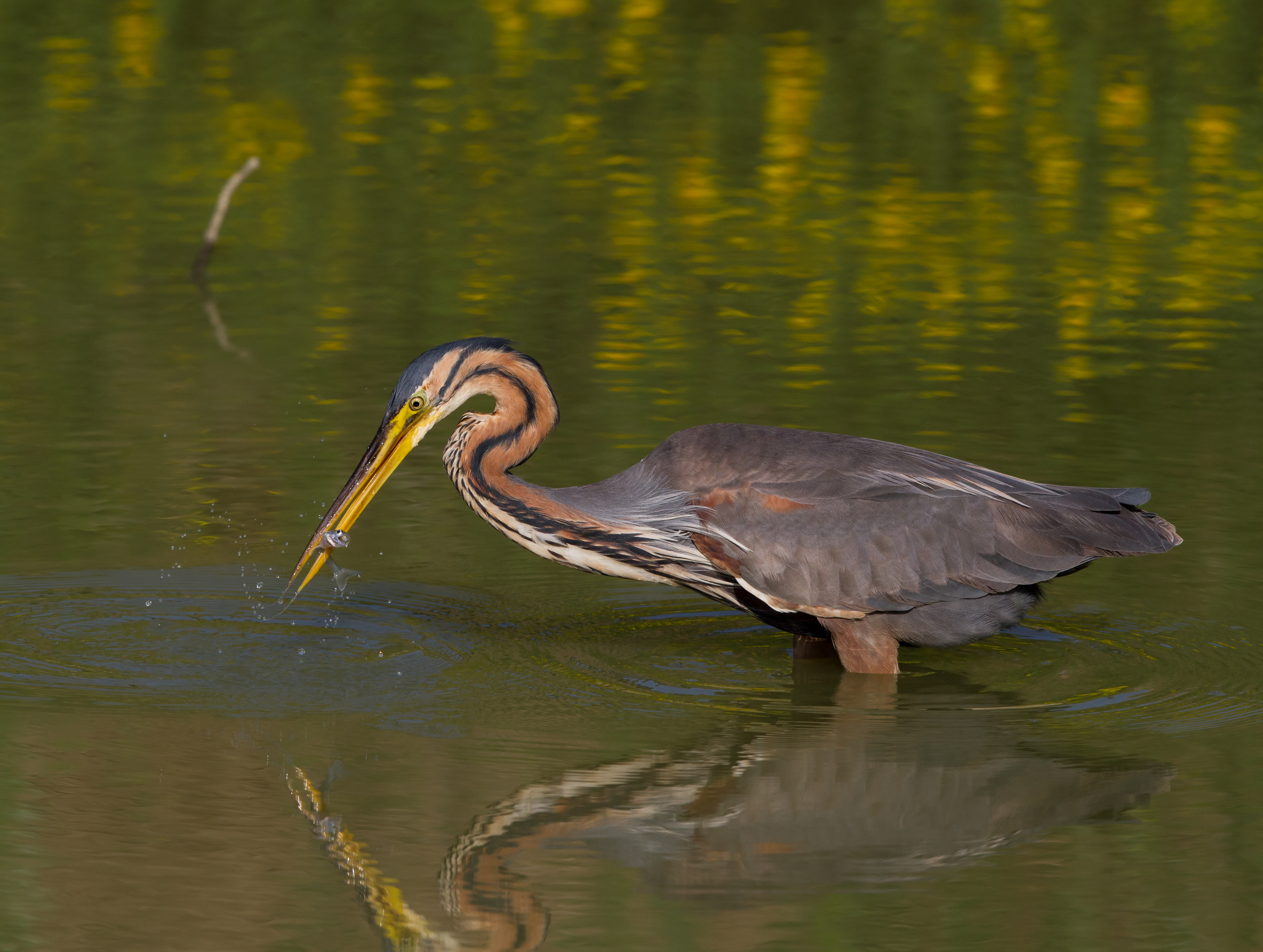
Le héron pourpré en 2012.
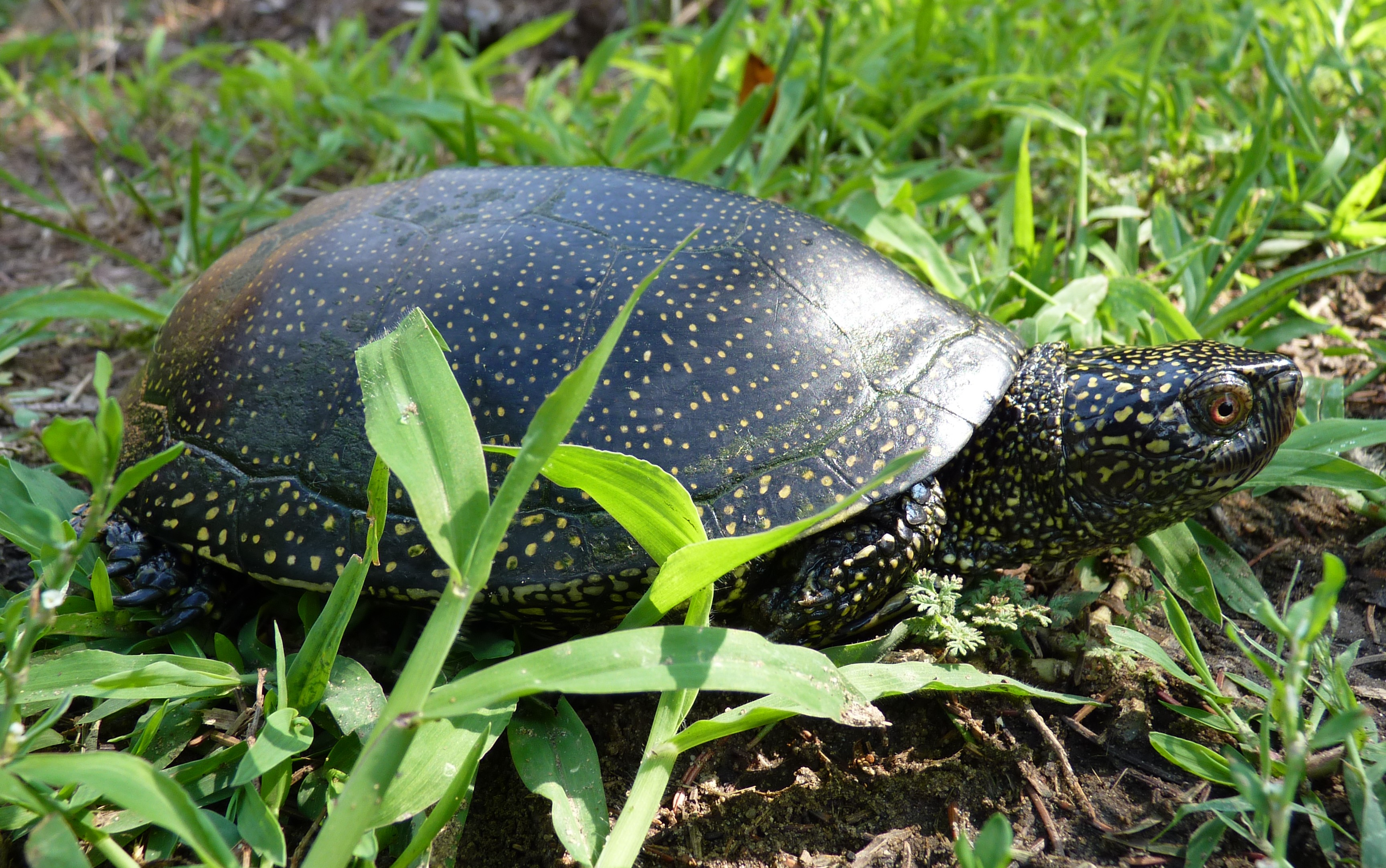
La cistude d’europe en 2012.
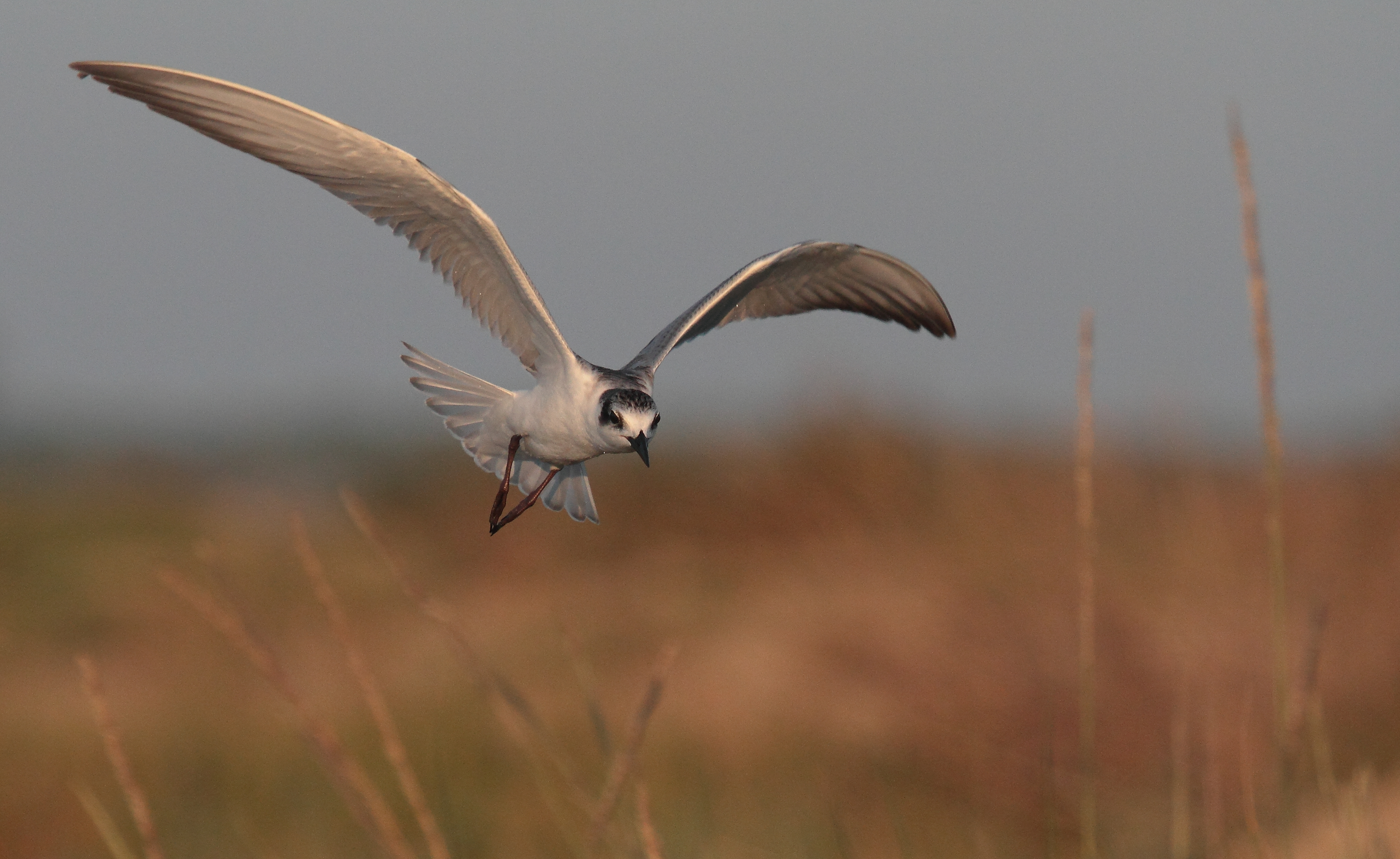
La guifette moustac en 2011.
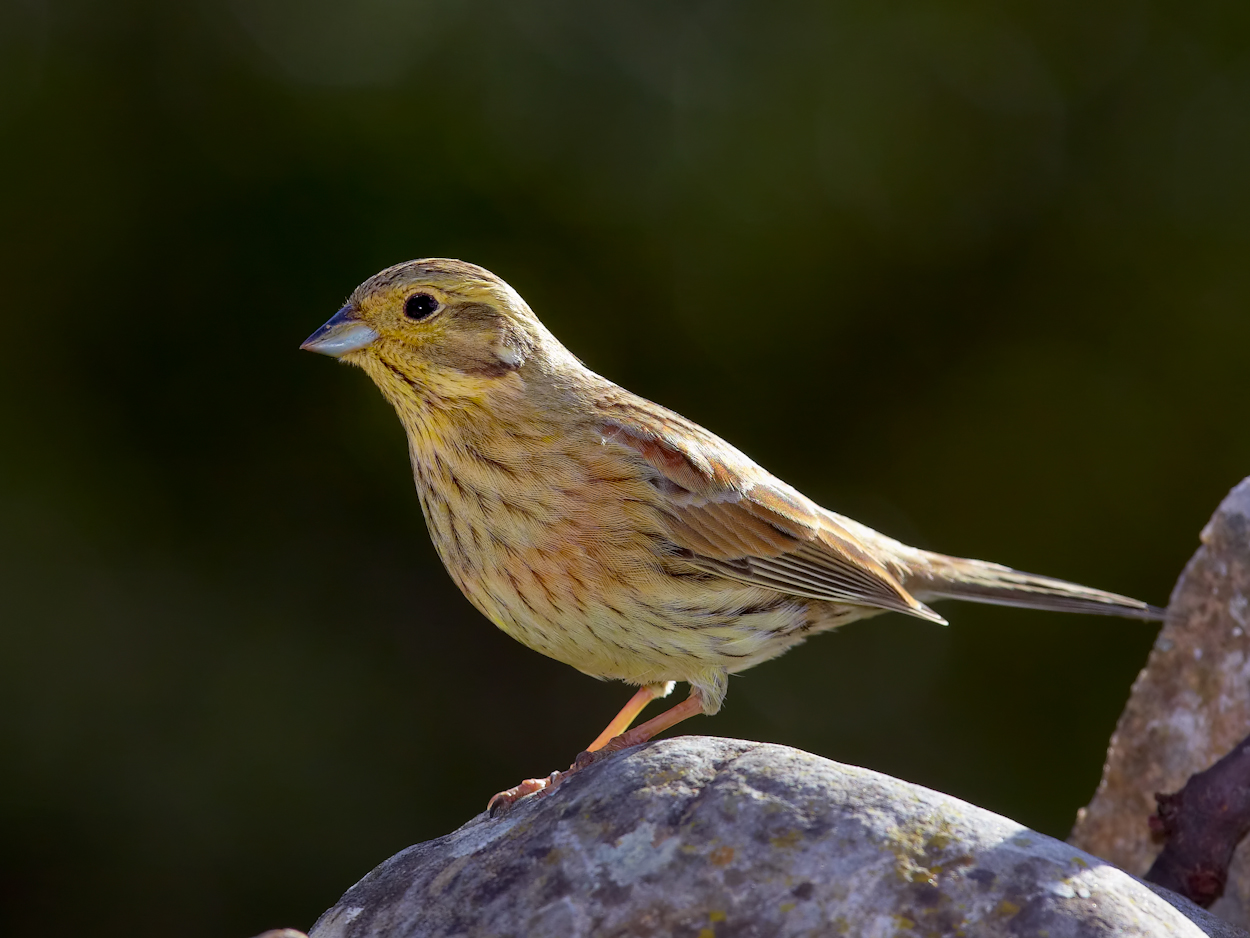
Le bruant zizi en 2010.

## Histoire
À sa création en 1985,, la réserve naturelle protégeait un ensemble remarquablement varié de milieux naturels typiques de Brenne, de l’étang ancien ceinturé de roseaux, à la prairie et au marais en passant par les bois et les landes. Ce maillage étroit d’habitats s’imbrique grâce à une multitude de milieux secondaires très localisés tels que des mares, des saulaies, des fossés, des arbres séculaires et des marnières qui forment autant d’abris pour des espèces spécialisées.
Initialement créés pour protéger l’avifaune que le site abritait, les inventaires naturalistes qui se sont succédé depuis, ont mis en évidence la forte valeur de l’écosystème tout entier. Sa richesse écologique est réellement exceptionnelle à l’échelle de la Brenne, qu’il s’agisse des habitats, de la flore ou de la faune, et tient en particulier à la présence de milieux originaux tels que le bois de Las (peuplement forestier très ancien avec tourbières) ou les roselières d’étangs.
De nouvelles acquisitions ont été réalisées en 2011, qui ont permis d’étendre la superficie initiale à 370 ha, et d’améliorer le fonctionnement écologique du territoire initial.
Le périmètre est étendu à 394 ha le 28 décembre 2022.
Le site comprend maintenant plusieurs étangs.

L'étang des Essarts en assec en 2017.

## Gestion

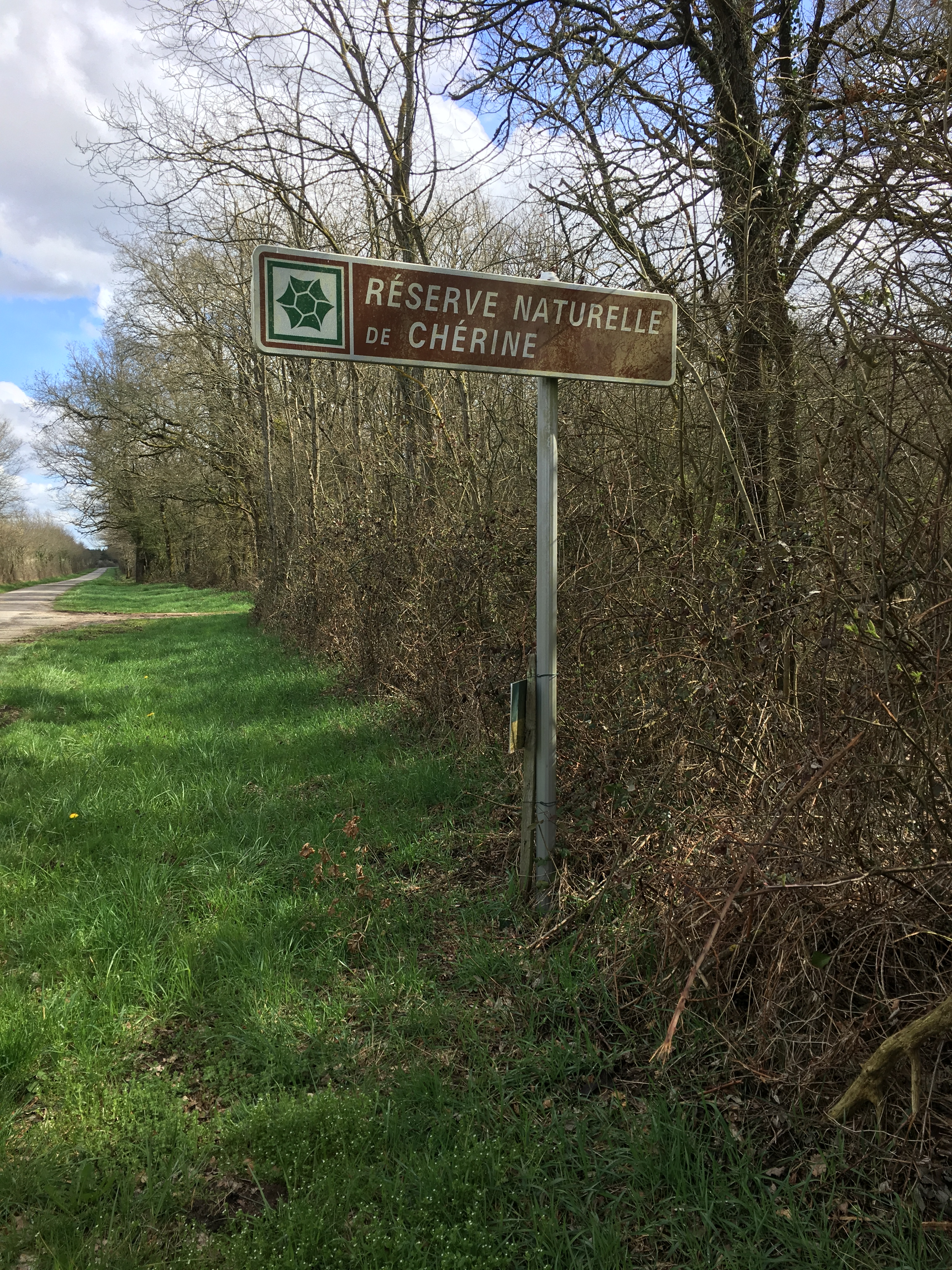
Le panneau de la réserve sur la RD 6^{A} en 2018.

La réserve naturelle est gérée par l'association Chérine.
Le premier plan de gestion 1997-2001 est terminé. Avec l'agrandissement, un nouveau plan de gestion 2013-2017 est en cours.
Les principaux enjeux de la réserve naturelle sont le maintien de la diversité des espèces et des habitats présents, la préservation des étangs par une pratique piscicole extensive ainsi que la restauration de leur végétation, le contrôle des espèces exotiques envahissantes et celles posant problèmes (sangliers, cormorans…).

### Outils et statut juridique
La réserve naturelle a été créée par un décret du 22 juillet 1985, pour une superficie de 145 hectares. Le 9 septembre 2011, un nouveau décret a confirmé le classement et augmenté la superficie à 370 hectares,. Le 28 décembre 2022, le décret 2022-1717 étend la superficie à 394 hectares.
Le site faite partie de la ZSC « Grande Brenne » et de la ZPS « Brenne ».

## Tourisme
Plusieurs parcours de 3 à 20 km font le tour de la réserve en traversant les milieux caractéristiques de Brenne. Dix observatoires sont implantés sur le site, cinq libres d'accès dont trois entièrement accessibles, et mis à la disposition des visiteurs. La Maison de la Nature organise des sorties et animations.

Maison de la Nature en 2016
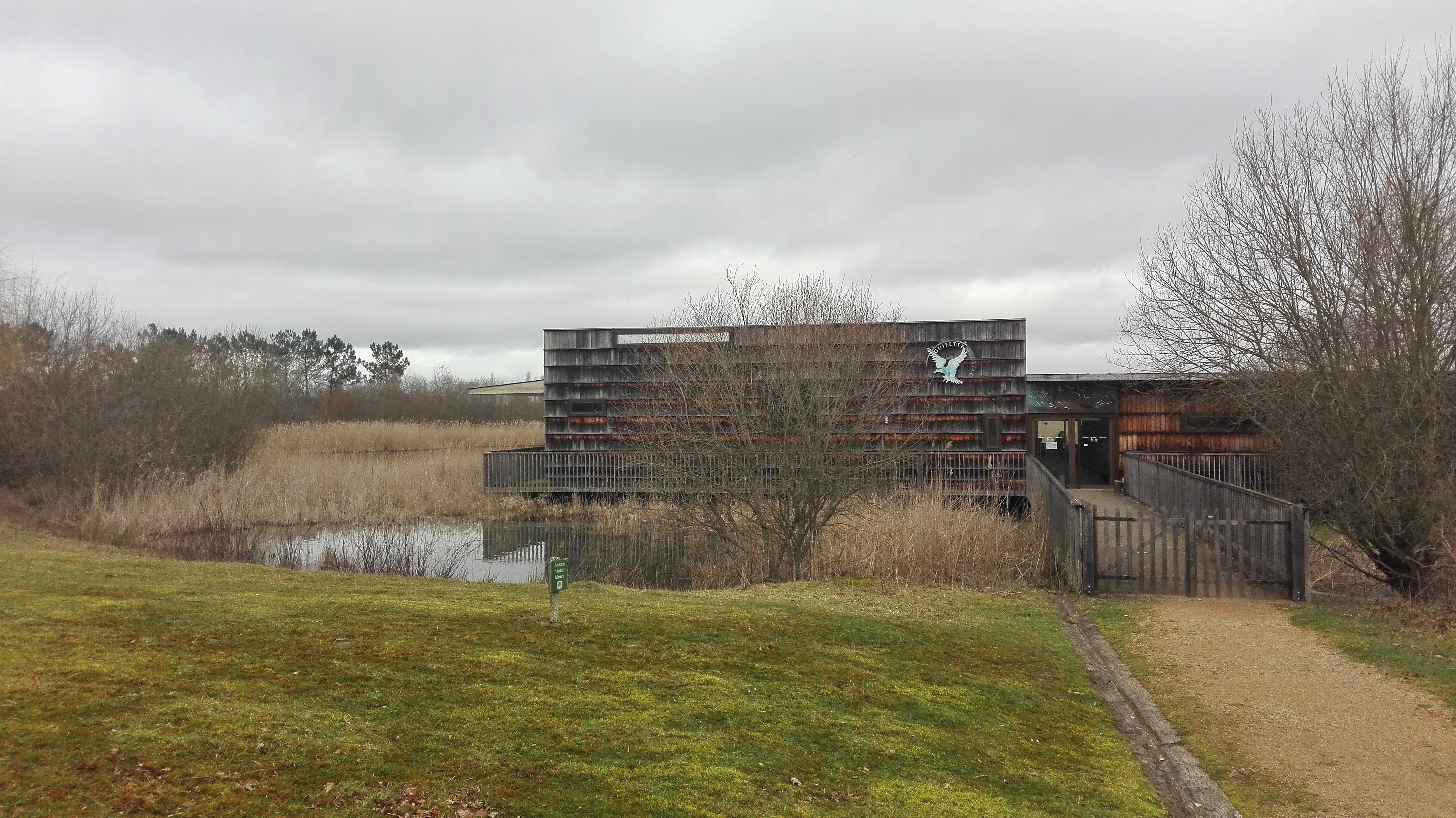
Le bâtiment d’accueil du public.
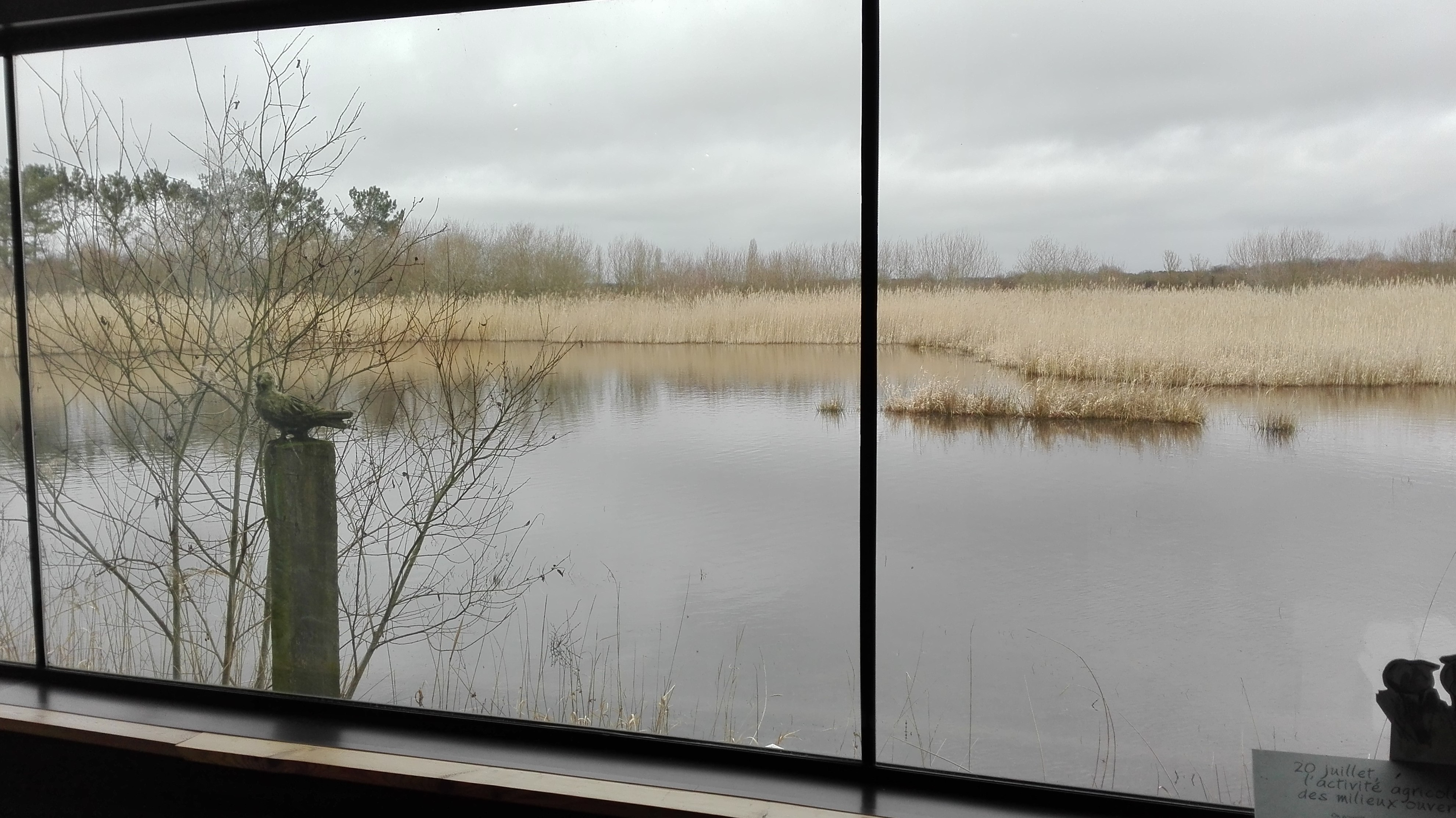
L’étang Cistude depuis l'espace d'exposition.
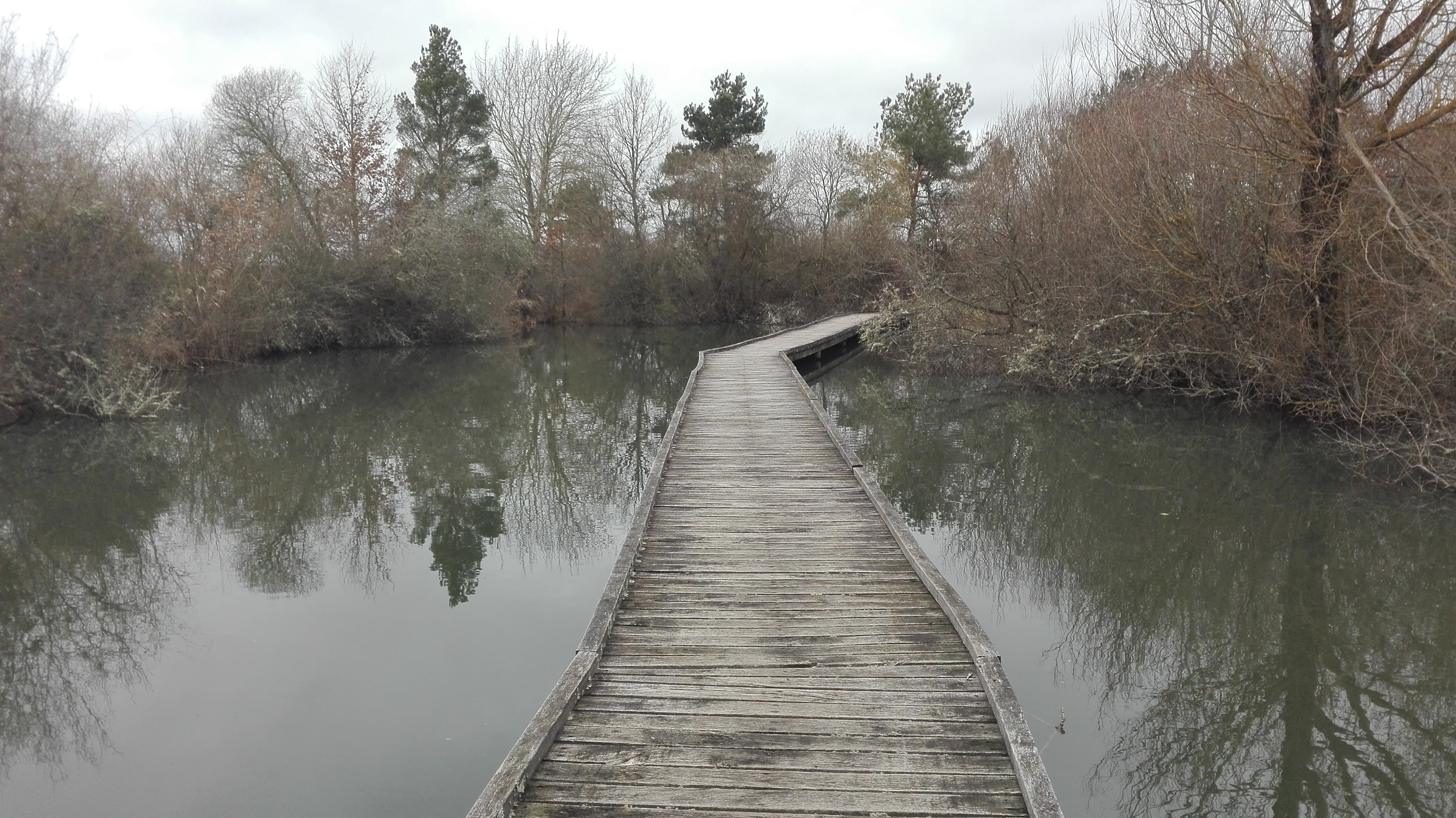
Le parcours touristique.